# Auguste Arthur De la Rive

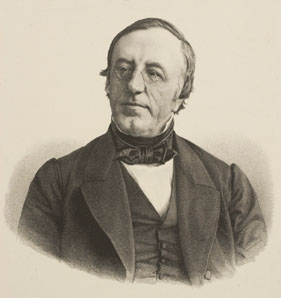
Auguste Arthur De la Rive

Auguste Arthur De la Rive (* 9. Oktober 1801 in Genf; † 27. November 1873 in Marseille) war ein Schweizer Physiker.

## Leben
Sein Vater war Charles-Gaspard de la Rive. Sie Vetter war der Botaniker Edmond Boissier.
De la Rive wurde 1823 Professor an der Akademie in Genf. Seine experimentellen Untersuchungen bezogen sich auf die Elektrizität und den Magnetismus. Er leistete wichtige Beiträge zur Elektrolyse und zeigte, dass die Polarität der Metallplatten in der Elektrolyse von der Lösung abhängt. Durch seine Erfindung, Silber und Kupfer in galvanischen Bädern zu vergolden, legte er den Grund zur weiteren Entwicklung der Galvanoplastik. 1841 erhielt er für seine Erfindung von der französischen Akademie der Wissenschaften einen Preis von 3000 Franken. Er lieferte auch Untersuchungen zu Problemen der Thermodynamik und der Wellenoptik. Mit François Marcet untersuchte er die Spezifische Wärmekapazität von Gasen und machte Beobachtungen zur Bestimmung der Temperatur der Erdkruste. Er machte Studien zur Theorie der Voltaischen Zelle und zur elektrischen Entladung in verdünnten Gasen, was ihn zu einer Theorie zur Aurora Borealis führte.
Am 18. August 1826 heiratete er die Schriftstellerin Jeanne-Mathilde Duppa (* 14. März 1808; † 18. August 1850). 1834 wurde ihr Sohn Lucien de la Rive in Choulex geboren.

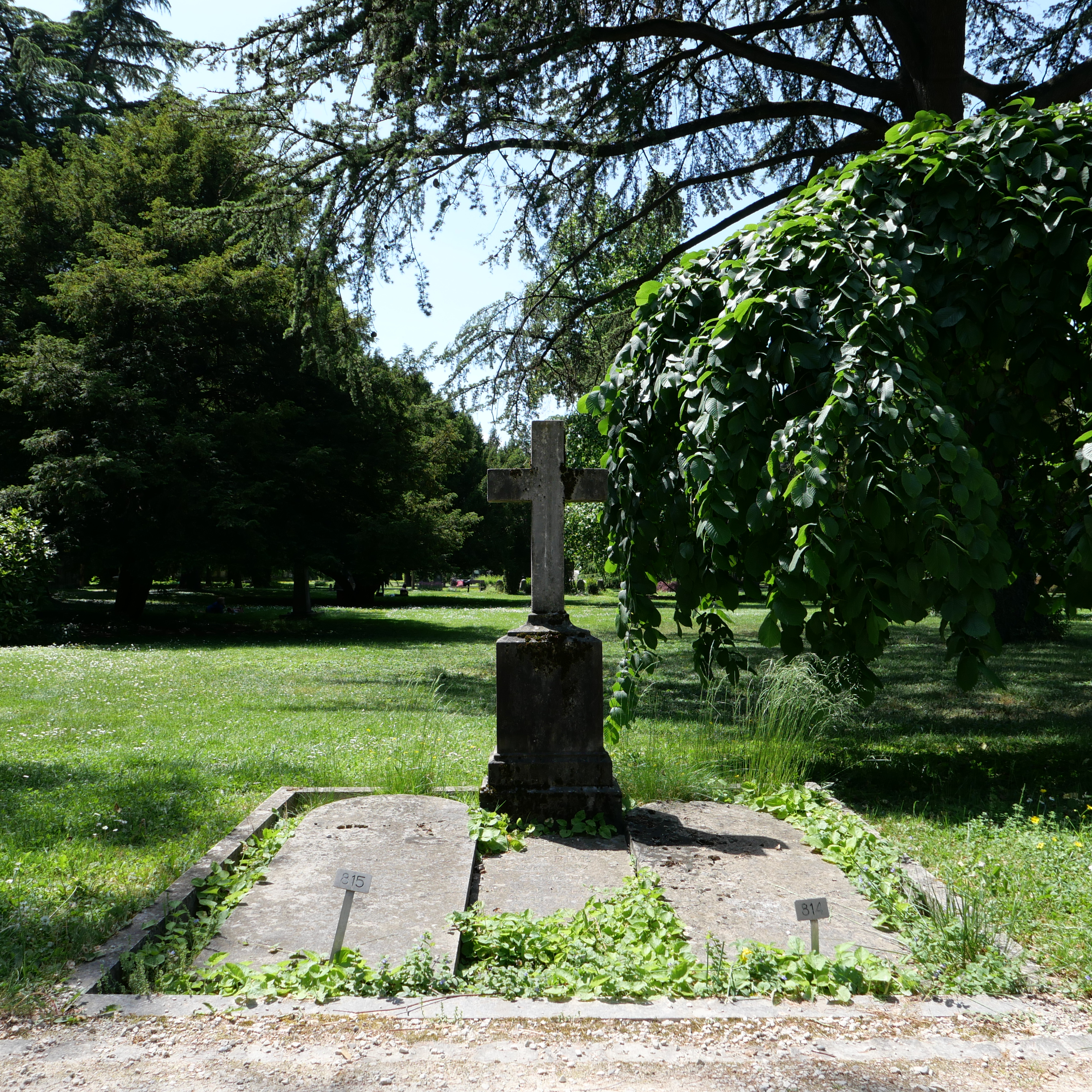
De la Rive's Grab auf dem Genfer Cimetière des Rois

De La Rive redigierte zwischen 1836 und 1841 die Bibliothèque universelle de Genève, 1841 bis 1845 die Archives de l’électricité, 1846 bis 1850 die Archives des sciences physiques et naturelles.
Zudem schrieb er Traité d’électricité théorique et appliquées (3 Bände. Paris 1854–1858).
Als die Franzosen 1860 Savoyen und Nizza annektierten, fürchteten auch die Genfer französische Aggressionen. Er erlangte von der britischen Regierung eine Erklärung an die Franzosen, dass ein Angriff auf Genf eine Casus Belli sei.
1830 wurde er korrespondierendes Mitglied und 1864 associé étranger der Académie des sciences. 1835 wurde er als korrespondierendes Mitglied in die Preußische Akademie der Wissenschaften und 1842 in die Académie royale des Sciences, des Lettres et des Beaux-Arts de Belgique aufgenommen. Im Jahr 1858 wurde er zum Mitglied der Leopoldina sowie zum Ehrenmitglied (Honorary Fellow) der Royal Society of Edinburgh gewählt. 1859 wurde er auswärtiges Mitglied der Bayerischen Akademie der Wissenschaften. 1862 gründete er in Genf gemeinsam mit Marc Thury die Société pour la construction d’instruments de physique (SIP) zur Herstellung wissenschaftlicher Instrumente. 1868 wurde er in die American Academy of Arts and Sciences gewählt. Im selben Jahr wurde er zum auswärtigen Mitglied der Göttinger Akademie der Wissenschaften gewählt. Die Universität Oxford wollte ihm 1873 die Ehrendoktorwürde verleihen. Auf dem Weg dorthin verstarb er plötzlich bei Marseille.